# Ghor (provins)
Ghor (persiska: غور; pashto: غور) är en av Afghanistans 34 provinser (wilayat). I Ghor bor 764 472 invånare (2021) personer. Provinshuvudstad är Chaghcharan.

## Administrativ indelning
Provinsen är indelad i 11 distrikt.
- Chaghcharan
- Charsada
- Dawlat Yar
- Dulina
- Lal wa Sarjangal
- Murghab
- Pasaband
- Saghar
- Shahrak
- Taywara
- Tulak